# Kyle Jacobs (cầu thủ bóng đá, sinh năm 1986)
Kyle Keith Jacobs (sinh ngày 18 tháng 10 năm 1986) là một cựu cầu thủ bóng đá chuyên nghiệp người Anh thi đấu ở Football League cho Mansfield Town.